# Alliance Party of Northern Ireland
The Alliance Party är ett liberalt parti på Nordirland, bildat den 21 april 1970 av avhoppare från the Ulster Unionist Party. Partiet representerar politisk mitt.

## Historia
Det bildades av anhängare till the New Ulster Movement, en mittenorienterad grupp inom Unionistpartiet, som inte längre ville nöja sig med att vara en påtryckargrupp inom detta parti.
Alliance Party grundades som unionistparti men det har sedan börjat ta mer neutral ställning för Nordirlands plats som en del av Irland eller Storbritannien. Partiet har inte heller föredragit någon viss religiös grupp. Sedan 2019 har partiet vuxit från småparti till ett av Nordirlands största..
År 2016 kampanjade partiet för att stanna i EU. Samma år valdes Naomi Long till partiordförande.

## Ideologi
Partiet är medlem i Liberal International. Ytterligare är partiet med i ALDE men är inte fullständig medlem. På nationella nivån samarbetar partiet med liberaldemokraterna.
Enligt sitt manifest inför valet 2019 var partiet för bl.a.:
- Storbritanniens EU-medlemskap
- att Storbritannien blir kolneutralt senast 2030
- att avskaffa posterna First Minister och Deputy First Minister, och att ersätta dem med Joint First Ministers
- obligatoriska övervakningskameror i slakterier